# Ferdinand von Schirach
Ferdinand von Schirach (Múnich, 1964) es un escritor y jurista alemán. Ha publicado los volúmenes de cuentos Crímenes y Culpa, y la novela El caso Collini, así como la obra Terror. Las cuatro obras han sido traducidas a varias lenguas, entre ellas el castellano.

## Biografía
Von Schirach es un miembro de la familia Schirach de origen wendo. Es hijo de un comerciante de Múnich, Robert von Schirach, y de Elke Fähndrich, así como nieto del jefe de las Juventudes Hitlerianas, Baldur von Schirach. Su bisabuela estadounidense es descendiente de dos de los signatarios de la Declaración de Independencia de los Estados Unidos, así como de los padres fundadores de los Estados Unidos, los peregrinos del Mayflower. Creció en Múnich y Trossingen y estudió en el Colegio de San Blas.
Tras sus estudios superiores en Bonn y su Referendariat en Colonia y en Berlín, se graduó como abogado en 1994, con una especialización en derecho penal. Von Schirach ha representado a Norbert Juretzko, el espía del Bundesnachrichtendienst, y a Günter Schabowski en el así llamado "juicio del Politburó". También es recordado por su actuación en el "asunto tributario de Liechtenstein", en el cual se elevaron cargos contra el Bundesnachrichtendienst, y cuando se quejó ante la agencia de protección de datos de Berlín en nombre de la familia de Klaus Kinski, cuando se permitió la publicación de la historia médica de Kinski.

### Como escritor
En agosto de 2009, Schirach publicó el libro de cuentos Crimen (en alemán Verbrechen), que estuvo 54 semanas en la lista de bestseller del diario Der Spiegel. Las historias del volumen se basan en casos que han pasado por su gabinete como abogado defensor. Los derechos del libro se vendieron en más de 30 países. 
En agosto de 2010, salió a luz su segundo libro de cuentos, Culpa (Schuld), también basado en su experiencia legal. Ese año también recibió el Premio Kleist.
En septiembre de 2011, publicó su primera novela, El caso Collini (Der Fall Collini), que alcanzó el puesto número 2 de los libros más vendidos de Der Spiegel. El libro se abre con el asesinato de Hans Meyer, un importante industrial con un oscuro pasado.

## Libros publicados
- Ferdinand von Schirach y María José Díez Pérez. 2012. Culpa. Barcelona: Salamandra.
- Ferdinand von Schirach y Juan de Sola. 2013. Crímenes. Barcelona: Salamandra.
- Ferdinand von Schirach y María José Díez Pérez. El Caso Collini. 2014. Barcelona: Salamandra.
- Ferdinand von Schirach y Susana Andrés Font. 2016. Tabú. Barcelona: Salamandra.
- Ferdinand von Schirach y Susana Andrés Font. 2019. Terror. 2019 ed. Barcelona: Narrativa Salamandra.
- Ferdinand von Schirach y Susana Andrés Font. 2023. Castigo. Barcelona: Salamandra Bolsillo.